# Emil Frey (Politiker, 1861)

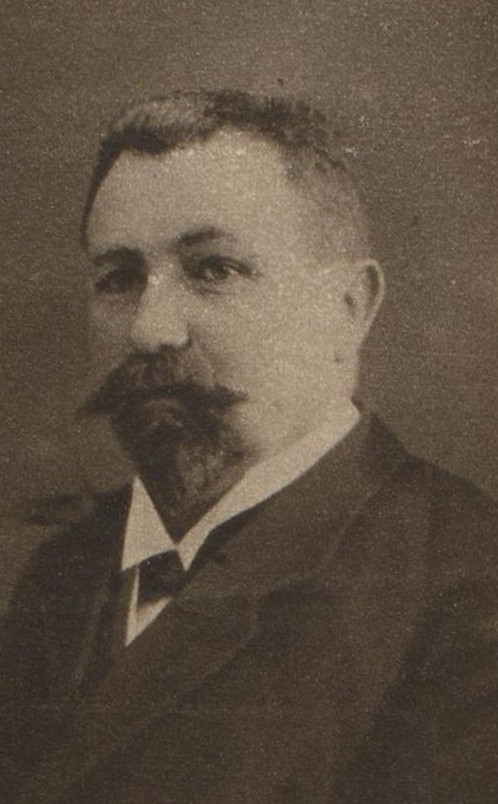
Emil Frey

Emil Frey (* 3. September 1861 in Möhlin; † 20. Dezember 1916 in Basel; heimatberechtigt in Möhlin und Densbüren) war ein Schweizer Politiker (DP). Von 1893 bis 1895 war er Regierungsrat des Kantons Aargau, von 1893 bis 1896 Nationalrat. Er gilt als Pionier der Elektrizitätswirtschaft.

## Biografie
Der jüngste Sohn des Sparkassenverwalters Johann Jakob Frey ging in Möhlin und Rheinfelden in die Schule und absolvierte die Kantonsschule in Aarau. Anschliessend studierte er Recht an den Universitäten Basel, München und Heidelberg. 1883 promovierte er in Heidelberg und erhielt im darauf folgenden Jahr das Patent als Notar und Rechtsanwalt. Nach kurzer Tätigkeit als Ratsschreiber der Stadt Aarau eröffnete Frey 1886 in Brugg eine Anwaltskanzlei. Dort war er Mitglied des Stadtrates und initiierte das städtische Elektrizitätswerk, welches 1892 eröffnet wurde und Brugg die Entwicklung zum bedeutenden Industriestandort ermöglichte.
1894 bis 1896 war er Präsident der Aargauischen landwirtschaftlichen Gesellschaft. 
Frey wurde 1889 als Kandidat der Demokratischen Partei in den Aargauer Grossen Rat gewählt, den er 1892/93 präsidierte. Bei den Parlamentswahlen 1893 gelang ihm der Einzug in den Nationalrat, im selben Jahr wurde er auch in die Kantonsregierung gewählt. Doch bereits 1895 verzichtete er auf alle politischen Ämter auf kantonaler Ebene und stellte sich 1896 nicht mehr zur Wiederwahl als Nationalrat. Grund dafür war das Angebot, als Direktor der Kraftübertragungswerke Rheinfelden zu arbeiten.
Das von Frey geleitete Unternehmen errichtete das Wasserkraftwerk Rheinfelden, welches zum Zeitpunkt der Eröffnung im Jahr 1898 das grösste Flusskraftwerk Europas war. Teilweise unter seiner persönlichen Leitung entstand zwischen 1908 und 1912 das noch grössere Kraftwerk Augst-Wyhlen. Frey galt im In- und Ausland als Experte der Elektrizitätswirtschaft. Der Bundesrat berief ihn in die Kommission für die Vorbereitung des schweizerischen Wasserrechtsgesetzes und in den Verwaltungsrat der Lötschbergbahn, für die badische Regierung erstellte er ein Gutachten über den Bau der Murgtalsperre.
Freys älterer Bruder Julius machte Karriere im Bankwesen und war Verwaltungsratspräsident der Schweizerischen Kreditanstalt.